# Romans d'Isonzo
Romans d'Isonzo (Romans dal Lusinç in friulano) è un comune italiano di 3 648 abitanti in Friuli-Venezia Giulia.

## Geografia fisica
Il comune si trova in una zona pianeggiante del Friuli orientale, ed è attraversato dai torrenti Torre, Judrio, Versa e dal rio Bisunta.
Romans si trova a 18 km dal capoluogo di provincia Gorizia, a circa metà strada tra Trieste e Udine.
Il comune di Romans d'Isonzo, oltre al capoluogo, comprende le frazioni Fratta e Versa.
Posta sull'antica strada postale che collega ancora due città storiche come Gradisca d'Isonzo e Palmanova, la città-fortezza del Cinquecento, Romans si propone come un attivo paese nei settori artigianale ed industriale.

## Storia

### Preistoria ed età classica
Territorio abitato già in epoca preistorica, la tradizione vuole la presenza in zona di un antico castelliere.
Rilevante la testimonianza romana con cinque insediamenti rustici identificati.
Nel 1986 venne scoperta in località "San Zorç" una delle più vaste necropoli longobarde d'Italia, alcuni reperti sono in mostra ai Musei archeologici nazionali di Cividale (a 28 km), sede del primo ducato longobardo e ad Aquileia (a 15 km), la capitale della X Regio Venetia et Histria ai tempi di Augusto.

### Medioevo
Nel Medioevo, Romans faceva parte dei territori dei Conti di Gorizia. Il primo documento in cui sono ricordati i tre nuclei abitativi del territorio attuale è la donazione del marchese di Toscana Uldarico al Patriarca di Aquileia (2 febbraio 1170). Quest'atto testimonia l'antichità dell'insediamento ed indica la denominazione di un insieme di ville esistenti a Romans: Latina, Raccogliano e Pradigoi, come tre borghi distinti che, nei nomi Predegoj e Rachelach hanno un'origine slava, tracce toponomastiche giustificate dalla colonizzazione di parte del territorio voluta dal Patriarca aquileiese attorno all'anno 1000 con genti slovene, a seguito delle tremende incursioni ungare che l'avevano devastato e spopolato.
In un documento di donazione all'abbazia di Rosazzo del 1326, si cita una Mansio di Romans e si ha notizia di una centa, ovvero di un insieme di abitazioni raccolte e fortificate attorno alla chiesa.
Diverse furono le scorrerie dei turchi nel 1472, 1477 e la più tremenda del 1499, quando la popolazione si raccolse attorno alla Centa e in chiesa in cerca di salvezza.

### Età moderna
Quando i territori della Contea di Gorizia passarono agli Asburgo in seguito alla morte dell'ultimo conte Leonardo (1500), inizia per il territorio un periodo di contese tra l'autorità imperiale e Venezia.
Durante la guerra di Gradisca (1615-1617), Romans fu teatro di uno scontro dagli esiti molto curiosi, che ci è pervenuto grazie al cronista udinese Faustino Moisesso.
Un accampamento veneto era di stanza a Romans. Nella notte del 27 novembre 1616, la guarnigione subì un attacco a sorpresa da parte degli arciducali guidati dal Conte Enrico Doual d'Ampierre, un francese al soldo degli Asburgo in cerca di glorie. L'attacco venne in parte respinto dalle cernite locali comandate dal Capitano Giovanni Paolo Gianfiliuzzi, che tuttavia non riuscì ad evitare il saccheggio e la distruzione di alcune case; questo comportò la morte di alcuni bambini romanesi. Oltre a ciò, il d'Ampierre conquistò lo stendardo appartenente al Principe Luigi d'Este, rientrando il mattino seguente nella fortezza di Gradisca in trionfo, con il "pennon di tromba con le armi di Casa d'Este" in cima ad una lancia.
Nel 1751 viene abolita l'autorità patriarcale e Romans passa sotto la giurisdizione ecclesiastica della neonata arcidiocesi di Gorizia.
Durante le Guerre napoleoniche, anche il territorio romanese subisce saccheggi da parte delle truppe francesi, che non risparmiarono nemmeno le sepolture cimiteriali.
Il 21 marzo 1797 "il popolo di Fratta", probabilmente ispirato dagli ideali rivoluzionari napoleonici, saccheggiò il granaio e la cantina della casa padronale del conte Vincenzo Strassoldo portandosi a casa il frumento e le botti di vino ivi esistenti, unico episodio di sollevazione popolare nel territorio comunale.
Durante il periodo di dominazione francese, i tre centri abitati vennero a far parte del "Dipartimento di Passariano" (che andava dal Tagliamento all'Isonzo).
Nel 1809 a Fratta nasce un racconto popolare chiamato La Barufa di Frata, che narra le vicende d'amore di una coppia di giovani che hanno a che vedere con le prepotenze dei soldati francesi che a quel tempo si occupavano di estrarre pietra nella vicina Medea per rinforzare le mura della fortezza di Palmanova.

### Età contemporanea
Il 26 luglio 1866, durante la terza guerra di indipendenza, Versa fu luogo di uno scontro bellico (successivamente ricordato come battaglia di Versa) che, a seguito di una "Tregua d'Armi" firmata due giorni prima, non ebbe alcuna conseguenza dal punto di vista del controllo politico del territorio, che, in seguito all'armistizio di Cormons, restò asburgico sino al 1919.
Presero parte a questo scontro da parte imperiale: più di due squadroni del Reggimento Ussari Württemberg, 18 compagnie dei Reggimenti "Arciduca L. Vittore", "Nagy", "Granduca di Toscana" e una sezione del 7º Reggimento d'artiglieria.
Da parte italiana invece: cinque squadroni di cavalleria del 9º Reggimento "Lancieri di Firenze" oltre a quattordici compagnie dei bersaglieri del 10º, 16º, 22º e 35º Battaglione e la 5ª Batteria dell'8º Reggimento Artiglieria.
La battaglia fu molto importante per i Lancieri di Firenze, che da allora, infatti, celebrano la loro festa di reggimento il 26 luglio.

#### L'affare Oberdank (1882)
Nell'intento di compiere l'attentato all'Imperatore Francesco Giuseppe, allora in visita a Trieste, il noto irredentista triestino Guglielmo Oberdan (Wilhelm Oberdank), attraversò il confine italo-austriaco clandestinamente e venne notato dal Messo comunale di Versa, che ne fece voce all'allora Sindaco Giovanni Natale Baldassi, il quale a sua volta segnalò il sospetto alla gendarmeria di Gradisca. Oberdan, dopo essersi rifocillato in una nota osteria romanese (tuttora attiva), partì in direzione Trieste ma venne arrestato a Ronchi soprattutto grazie a questa segnalazione.
L'Imperatore, successivamente, conferì una "Croce d'oro di merito con corona" anche al suddetto Sindaco con questa motivazione:
"In riconoscimento della loro particolare assiduità alla pubblica sicurezza".
La fine del XIX secolo vide, come in tutto il Friuli, la partenza di numerosi abitanti e interi nuclei famigliari verso le Americhe.

### Novecento
Nei primi anni del nuovo secolo nacquero prime attività industriali sul territorio comunale: a Romans erano allora attive un'importante fornace di laterizi e uno stabilimento della Modiano per la produzione di carta fine per sigarette.
- Prima guerra mondiale (1914-1918)

Il primo conflitto mondiale sconvolse la società romanese, infatti la leva nell'esercito austroungarico era obbligatoria dai 18 ai 40 anni. Le famiglie vennero private dell'elemento maschile, rendendo ancora più precarie le condizioni economiche.
I romanesi sotto le armi vennero impiegati sul Fronte orientale in Galizia. Chi non trovò la morte e venne fatto prigioniero e finì nei campi di prigionia ucraini, dove poté assistere ai cambiamenti seguiti alla Rivoluzione russa.
Il 25 maggio 1915 le truppe italiane giunsero a Romans.
Il paese servì da retrovia e vi vennero creati ospedali da campo. In quegli anni sulle strade romanesi transitarono numerosi personaggi celebri, tra cui Vittorio Emanuele III, un giovane Mussolini bersagliere, Enrico Toti e Giuseppe Ungaretti, che a Versa scrisse alcuni dei suoi versi più noti.
L'annessione definitiva all'Italia avvenne nel 1919, mentre alcuni reduci si trovavano ancora sparsi per Europa e Asia nell'avventura del ritorno a casa. Una volta tornati, essi vissero gli anni tra le due guerre come sorvegliati speciali. Erano infatti, nella maggior parte dei casi, antiitaliani e filocomunisti e pertanto considerati potenzialmente pericolosi dalle autorità fasciste. Inoltre l'ideale nazionalista italiano naturalmente non gli tributò alcun onore bellico.
In totale la Grande Guerra costò alla comunità di Romans, Versa e Fratta la perdita di 72 soldati in uniforme asburgica.
- Fascismo e Seconda guerra mondiale

Nel 1921 venne fondata l'Associazione Sportiva Pro Romans, una delle più antiche e blasonate società calcistiche dell'Isontino.
Durante il Ventennio fascista, il 23º Battaglione di Fanteria "Como" era di stanza a Romans.
Durante la seconda guerra mondiale, nei cieli di Romans si combatté più d'una battaglia aerea tra le forze alleate e quelle germaniche. Alcuni caccia statunitensi vennero anche abbattuti e si schiantarono nelle campagne del comune.
La Guerra costò alla comunità 43 morti.
- Dopoguerra

Sia durante che dopo la Guerra, i cantieri navali Fincantieri di Monfalcone rappresentarono un importante nucleo industriale che occupava numerosi romanesi.
Negli anni sessanta l'economia romanese, prevalentemente agricola, subisce una forte svolta industriale.

### Simboli
Lo stemma e il gonfalone sono stati concessi con decreto del presidente della Repubblica del 9 gennaio 1959
Il gonfalone è un drappo partito di azzurro e di bianco.

## Monumenti e luoghi di interesse
- Pieve di Santa Maria Annunziata nel capoluogo comunale
- Chiesa di Sant'Andrea a Versa
- Chiesa di Santo Stefano Protomartire a Fratta
- Chiesa della Beata Vergine Lauretana a Versa

## Società

### Evoluzione demografica
Abitanti censiti

La popolazione straniera residente è pari a 38 individui (2004), di cui maschi 19 e femmine 19.

### Lingue e dialetti
A Romans d'Isonzo, accanto alla lingua italiana, la popolazione utilizza la lingua friulana. Ai sensi della Deliberazione n. 2680 del 3 agosto 2001 della Giunta della Regione autonoma Friuli-Venezia Giulia, il Comune è inserito nell'ambito territoriale di tutela della lingua friulana ai fini della applicazione della legge 482/99, della legge regionale 15/96 e della legge regionale 29/2007.
La lingua friulana che si parla a Romans d'Isonzo rientra fra le varianti appartenenti al friulano goriziano.

## Cultura

### Biblioteca
La biblioteca comunale si trova in piazza Garibaldi, 6. Essa fa parte del Sistema bibliotecario del Monfalconese.

### Scuole
Nel territorio comunale sono presenti un nido d'infanzia e 3 scuole:
- l'asilo nido, a Versa, destinato ai bambini di età compresa tra i 12 ed i 36 mesi;
- una scuola dell'infanzia (ex Scuola materna), nel capoluogo, per bambini fino ai 5 anni;
- una scuola primaria (ex Scuola elementare), intitolata a Vittorio Alfieri, nel capoluogo, per bambini fino agli 11 anni;
- una scuola secondaria di primo grado (ex Scuola media), intitolata a Giuseppe Ferdinando Del Torre, nel capoluogo, per ragazzi da 11 a 14 anni.

Le tre scuole fanno parte dell'Istituto comprensivo di Romans, che raduna i servizi scolastici fino al primo grado dei comuni di Romans d'Isonzo, Mariano del Friuli, Medea e Villesse.

### Eventi
- Panevìn (notte del 5 gennaio): accensione del fuoco benaugurale, retaggio dell'era precristiana.
- Benedizione degli animali (17 gennaio): benedizione degli animali di fronte alla Cappella di Sant'Antonio Abate di Romans.
- Carnevale di Romans (ultima domenica di Carnevale): sfilata di carri allegorici e gruppi mascherati.
- Al Mai (1º maggio): festa di passaggio per i neo-diciottenni, che piantano un albero, simbolo della maggiore età, in un giardino comunale.
- Fiera di Santa Elisabetta (novembre): dal 1834, fiera e mercato annuale di Romans dedicato a Santa Elisabetta d'Ungheria, accompagnato dalla "Sagra dal dindiat" (sagra del tacchino), con gara di pesatura dei tacchini degli allevatori romanesi (Record nei Guinness dei Primati 1999 un tacchino di 31,500 kg).
- San Nicolò (sera del 5 dicembre): arrivo del Santo, portatore di doni e dolciumi per i bambini.
- SOLIDARIETÀ, SPORT & MUSICA: evento estivo dedicato alla solidarietà e allo sport, i ricavati sono devoluti in beneficenza ogni anno a famiglie, persone o enti differenti. Dal 2025 introduzione dello sport paralimpico per tutta la provincia di gorizia.

## Amministrazione
| Periodo | Periodo   | Primo cittadino    | Partito                                       | Carica  | Note |
| ------- | --------- | ------------------ | --------------------------------------------- | ------- | ---- |
| 1985    | 2001      | Mirio Bolzan       |                                               | Sindaco |      |
| 2001    | 2011      | Alessandro Zanella | lista civica Uniti per Romans, Fratta e Versa | Sindaco |      |
| 2011    | 2021      | Davide Furlan      | lista civica Uniti per Romans, Fratta e Versa | Sindaco |      |
| 2021    | in carica | Michele Calligaris | lista civica Uniti per Romans, Fratta e Versa | Sindaco |      |

### Gemellaggi
- Šempeter-Vrtojba, dal 1986
- Schiefling am Wörthersee, dal 2001